# Lagynopteryx valdiviana
Lagynopteryx valdiviana är en fjärilsart som beskrevs av Berg 1883. Lagynopteryx valdiviana ingår i släktet Lagynopteryx och familjen mätare. Inga underarter finns listade i Catalogue of Life.